# Championnat du Danemark féminin de football 2019-2020
Navigation
Édition précédente Édition suivante
L'Elitedivisionen 2019-2020 est la quarante-huitième saison du championnat du Danemark féminin de football, et la première sous l'appellation Gjensidige Kvindeligaen. Le Brøndby IF vainqueur de la saison précédente remet son titre en jeu.

## Participants
Ce tableau présente les sept équipes qualifiées pour disputer le championnat 2019-2020.

## Compétition
La compétition se dispute en deux temps. 
1. La première partie du championnat est une poule avec les huit participantes. Au terme des quatorze matchs les deux équipes placées aux deux dernières places sont reléguées en deuxième division.
2. la deuxième partie du championnat regroupe les six premières équipes de la première phase. Elles disputent chacune dix matchs supplémentaires. Elles commencent avec des points attribués au départ de la deuxième phase : 10 points pour l'équipe ayant terminé à la première place, 8 pour la deuxième, 6 pour la troisième, 4 pour la quatrième, 2 pour la cinquième et 0 pour la sixième.

### Classement
| Rang | Équipe                     | Pts | J  | G | N | P  | Bp | Bc | Diff |
| ---- | -------------------------- | --- | -- | - | - | -- | -- | -- | ---- |
| 1    | Fortuna Hjørring           | 30  | 14 | 9 | 3 | 2  | 38 | 17 | +21  |
| 2    | Brøndby IF T               | 29  | 14 | 9 | 2 | 3  | 50 | 20 | +30  |
| 3    | FC Nordsjælland P          | 26  | 14 | 8 | 2 | 4  | 29 | 14 | +15  |
| 4    | FC Thy-Thisted Q           | 21  | 14 | 5 | 6 | 3  | 34 | 18 | +16  |
| 5    | VSK Aarhus                 | 21  | 14 | 6 | 3 | 5  | 25 | 21 | +4   |
| 6    | KoldingQ                   | 15  | 14 | 4 | 3 | 7  | 14 | 30 | -16  |
| 7    | Odense Q                   | 10  | 14 | 3 | 1 | 10 | 24 | 49 | -25  |
| 8    | Ballerup-Skovlunde Fodbold | 5   | 14 | 1 | 2 | 11 | 12 | 47 | -35  |

| Légende : Qualifications et relégations | Légende : Qualifications et relégations                                       |
| --------------------------------------- | ----------------------------------------------------------------------------- |
|                                         | barrage de relégation                                                         |
|                                         | T : Tenant du titre P : Promu C : Vainqueur de la Coupe du Danemark 2018-2019 |

| Rang | Équipe            | Pts | J | G | N | P | Bp | Bc | Diff |
| ---- | ----------------- | --- | - | - | - | - | -- | -- | ---- |
| 1    | Fortuna Hjørring  | 23  | 5 | 4 | 1 | 0 | 9  | 2  | +7   |
| 2    | Brøndby IF T      | 21  | 5 | 4 | 1 | 0 | 8  | 2  | +6   |
| 3    | FC Nordsjælland P | 12  | 5 | 2 | 0 | 3 | 6  | 7  | -1   |
| 4    | FC Thy-Thisted Q  | 7   | 5 | 1 | 0 | 4 | 3  | 8  | -5   |
| 5    | KoldingQ          | 6   | 5 | 2 | 0 | 3 | 5  | 4  | +1   |
| 6    | VSK Aarhus        | 5   | 5 | 1 | 0 | 4 | 7  | 15 | -8   |

| Légende : Qualifications et relégations | Légende : Qualifications et relégations                                       |
| --------------------------------------- | ----------------------------------------------------------------------------- |
|                                         | Ligue des champions féminine de l'UEFA 2020-2021                              |
|                                         | T : Tenant du titre P : Promu C : Vainqueur de la Coupe du Danemark 2018-2019 |

## Bilan de la saison
| Championnat du Danemark féminin de football 2019-2020   |                              |
| Champion                                                | Fortuna Hjørring (11e titre) |
| Dauphin                                                 | Brøndby IF                   |
| Coupes et trophées                                      |                              |
| Vainqueur de la Coupe du Danemark 2019-2020             | .                            |
| Qualifications continentales                            |                              |
| Ligue des champions féminine de l'UEFA 2020-2021        | Fortuna Hjørring             |
| Ligue des champions féminine de l'UEFA 2020-2021        | Brøndby IF                   |
| Promotions et relégations                               |                              |
| Promus en Championnat du Danemark féminin de football   | HB Køge                      |
| Promus en Championnat du Danemark féminin de football   | AaB Aalborg                  |
| Relégués en Championnat du Danemark féminin de football | Odense Q                     |
| Relégués en Championnat du Danemark féminin de football | Ballerup-Skovlunde Fodbold   |